# Roslyn Harbor
Roslyn Harbor – wieś w Stanach Zjednoczonych, w stanie Nowy Jork, w hrabstwie Nassau.